# Ізвоареле (комуна, Тулча)
Ізвоареле (рум. Izvoarele) — комуна у повіті Тулча в Румунії. До складу комуни входять такі села (дані про населення за 2002 рік):
- Ізвоареле (1670 осіб) — адміністративний центр комуни
- Алба (304 особи)
- Юлія (339 осіб)

Комуна розташована на відстані 203 км на схід від Бухареста, 26 км на південний захід від Тулчі, 96 км на північ від Констанци, 58 км на південний схід від Галаца.

## Населення
За даними перепису населення 2002 року у комуні проживали 3880 осіб.
Національний склад населення комуни:
| Національність   | Кількість осіб | Відсоток |
| ---------------- | -------------- | -------- |
| румуни           | 2707           | 69,8%    |
| греки            | 1166           | 30,1%    |
| угорці           | 3              | 0,1%     |
| поляки           | 2              | 0,1%     |
| росіяни-липовани | 1              | < 0,1%   |

Рідною мовою назвали:
| Мова       | Кількість осіб | Відсоток |
| ---------- | -------------- | -------- |
| румунська  | 3005           | 77,4%    |
| грецька    | 871            | 22,4%    |
| польська   | 2              | 0,1%     |
| угорська   | 1              | < 0,1%   |
| болгарська | 1              | < 0,1%   |

Склад населення комуни за віросповіданням:
| Релігія      | Кількість осіб | Відсоток |
| ------------ | -------------- | -------- |
| православні  | 3698           | 95,3%    |
| старообрядці | 11             | 0,3%     |
| бретрени     | 4              | 0,1%     |
| реформати    | 2              | 0,1%     |
| лютерани     | 1              | < 0,1%   |

## Зовнішні посилання
- Дані про комуну Ізвоареле на сайті Ghidul Primăriilor